# Лугоболотне сільське поселення
Лугоболо́тне сільське поселення (рос. Лугоболотное сельское поселение) — адміністративна одиниця у складі Орічівського району Кіровської області Росії. Адміністративний центр поселення — селище Юбілейний.

## Історія
Станом на 2002 рік на території сучасного поселення існували такі адміністративні одиниці:
- Лугоболотний сільський округ (селище Юбілейний, присілки Бутиріни, Шипіцини)

Поселення було утворене згідно із законом Кіровської області від 7 грудня 2004 року № 284-ЗО у рамках муніципальної реформи шляхом перетворення Лугоболотного сільського округу.

## Населення
Населення поселення становить 788 осіб (2017; 794 у 2016, 795 у 2015, 806 у 2014, 835 у 2013, 850 у 2012, 860 у 2010, 909 у 2002).

## Склад
До складу поселення входять 3 населених пункти:
| Населений пункт    | Населення, осіб (2002) | Населення, осіб (2010) |
| ------------------ | ---------------------- | ---------------------- |
| Бутиріни, присілок | 18                     | 20                     |
| Шипіцини, присілок | 20                     | 21                     |
| Юбілейний, селище  | 871                    | 819                    |